# Friedhof Eyüp

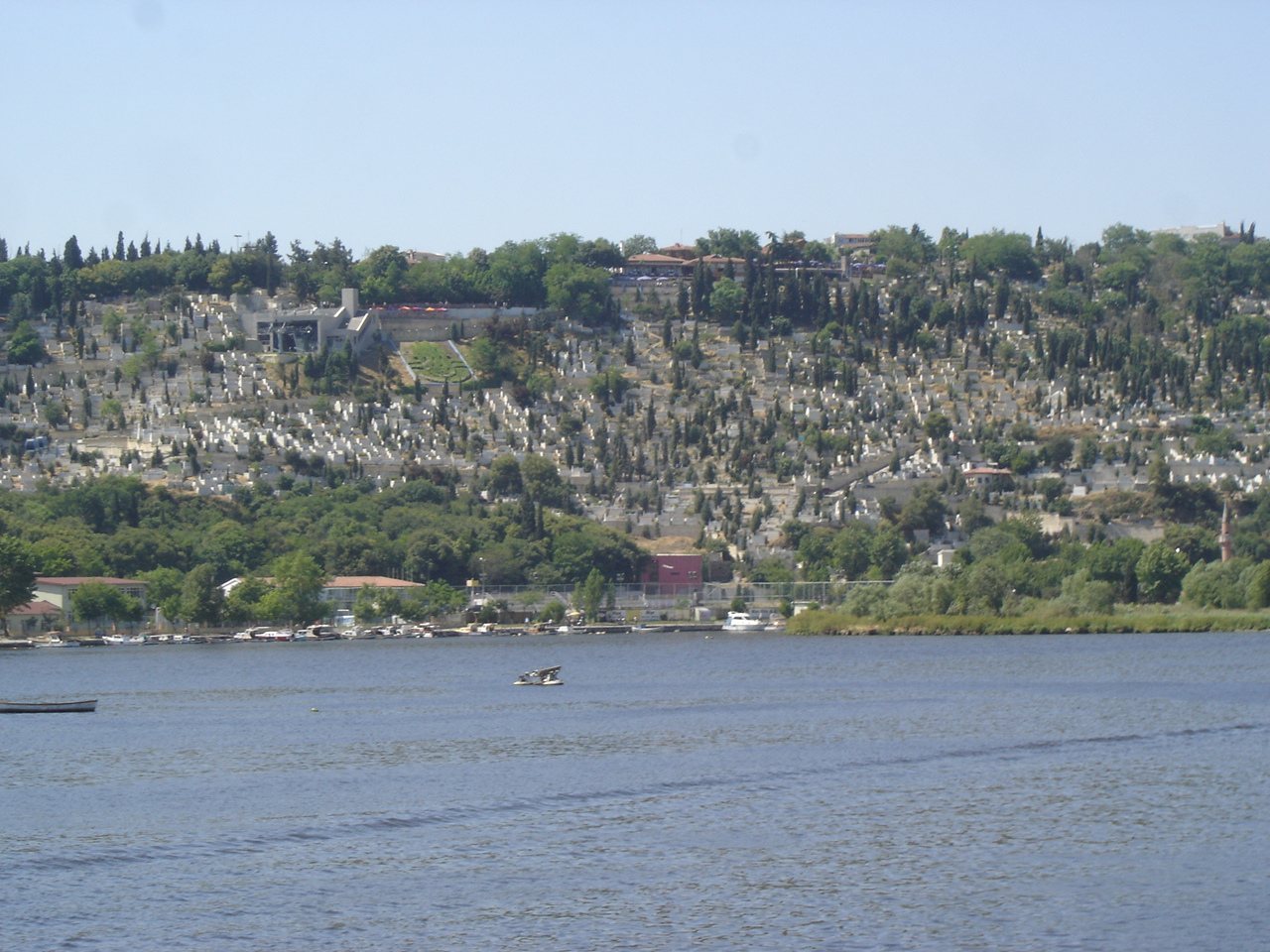
Blick über das Goldene Horn zum Friedhof Eyüp

Der Friedhof Eyüp (türkisch Eyüp Mezarlığı; auch Friedhof Eyüp Sultan) ist ein historischer Friedhof im Istanbuler Stadtbezirk Eyüp im europäischen Teil der Stadt. Verwaltet wird er von der türkischen Generaldirektion für Stiftungen (türkisch Vakıflar Genel Müdürlüğü). Der Friedhof gehört zu den ältesten muslimischen Friedhöfen Istanbuls. Hier ruhen osmanische Sultane und deren Familienmitglieder sowie Mitglieder des Hofes, darunter Großwesire, hochrangige Religionsgelehrte, Beamte und Militärkommandeure, aber auch Wissenschaftler, Künstler und Dichter.

## Lage
Der Friedhof Eyüp befindet sich im europäischen Teil von Istanbul am Westufer des Goldenen Horns an der historischen Stadtmauer Konstantinopels. Er erstreckt sich vom Ufer des Goldenen Horns über den Karyağdı-Hügel bis nach Edirnekapı. Straßen- und Wohnungsbau haben den parkähnlichen Friedhof in den letzten Jahrzehnten stark verkleinert. Im Osten begrenzt die Bahariye Caddesi am Ufer des Goldenen Horns den Friedhof, im Norden und Westen Wohnviertel und im Süden das Gelände der Eyüp-Sultan-Moschee.

## Geschichte

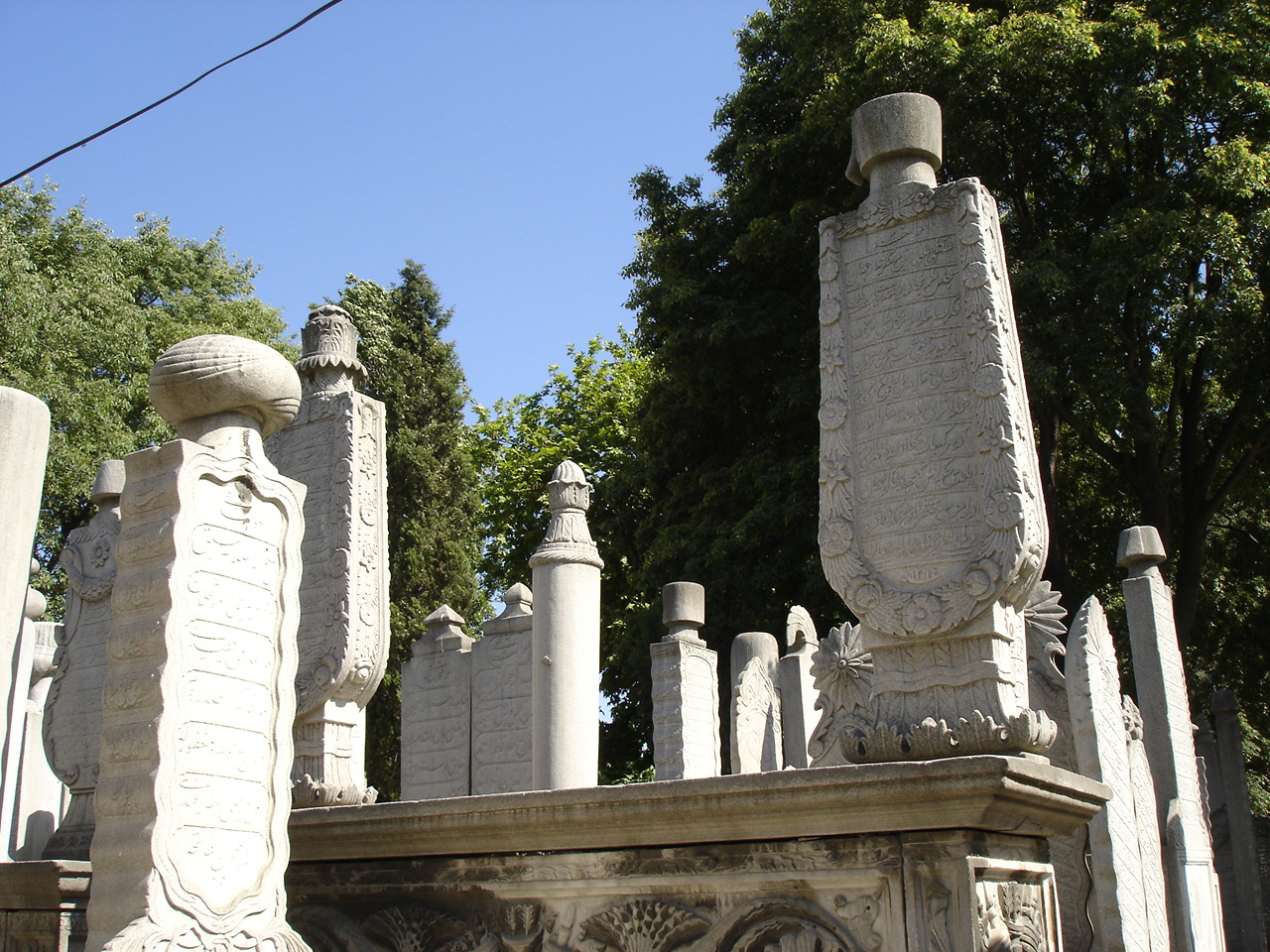
Historische Grabsteine

Der Friedhof war in osmanischer Zeit sehr beliebt, weil viele Menschen gern in der Nähe des Grabes von Abū Ayyūb al-Ansārī (türkisch Eyüp Sultan) bestattet werden wollten. Abū Ayyūb al-Ansārī war ein Gefährte des islamischen Propheten Mohammed. Er starb während der ersten Belagerung von Konstantinopel (674–678) in einer Schlacht gegen das byzantinische Reich und wollte so nah wie möglich an den Stadtmauern beerdigt werden. Nach der Eroberung von Konstantinopel (1453) durch die osmanischen Sultane soll das Grab von dem islamischen Gelehrten Akşemseddin entdeckt worden sein. Es wurde eine Türbe über dem Grab errichtet und die Eyüp-Sultan-Moschee zu Ehren von al-Ansārī erbaut.
Zu den Gräbern zählen auch jene der öffentlichen Henker aus osmanischer Zeit. Sie durften nicht auf öffentlichen Friedhöfen beigesetzt werden. So wurde auf dem Karyağdı-Hügel neben dem Eyüp-Friedhof mit dem „Henkerfriedhof“ (türkisch Cellat Mezarkığı) eine separate Grabstätte geschaffen. Die Beerdigung der Henker fand nur auf zwei Friedhöfen in Istanbul statt und dies auch nur heimlich in der Nacht. Auf den Grabsteinen waren weder Name noch Lebensdaten eingemeißelt, um Vergeltungsmaßnahmen der Angehörigen der hingerichteten Personen zu vermeiden. Nur wenige der Henkergräber sind heute erhalten.

## Kriminalfälle
In den Abendstunden eines Novembertages im Jahr 1994 wurde eine 45-jährige Professorin angegriffen, ermordet und ausgeraubt, als sie nach einer Kaffeepause im beliebten „Café Pierre Loti“ vom Gipfel des Hügels über den Friedhof spazierte.
In den frühen Morgenstunden des 25. August 2001 wurde der prominente jüdische Geschäftsmann und Mitbegründer der Alarko Holding, Üzeyir Garih, von Friedhofswächtern neben dem Grab von Fevzi Çakmak tot aufgefunden. Die Polizei verhaftete nach zwei Stunden einen Verdächtigen, der das Verbrechen gestand und aussagte, er habe den Mord aus Habgier begangen. Der eigentliche Mörder, der Garihs Geld geraubt und sein Handy gestohlen hatte, wurde zehn Tage später gefasst. Berichten zufolge besuchte Garih alle zwei Wochen das Grab des ersten Generalstabschefs der Republik Türkei.
Kurz nach dem Mordfall von 2001 gab die Staatsanwaltschaft des Bezirks Eyüp zu, dass der Friedhof zu einem Ort der Prostitution und des Drogenkonsums geworden war. Medien berichteten, dass seit dem Mord im Jahr 1994 die Polizei keine gesteigerte Präsenz auf dem Friedhof gezeigt hatte, obwohl der Friedhof häufig von Touristen besucht wird, die auch zu dem Café auf dem Gipfel des Hügels spazieren.

## Bestattete Persönlichkeiten

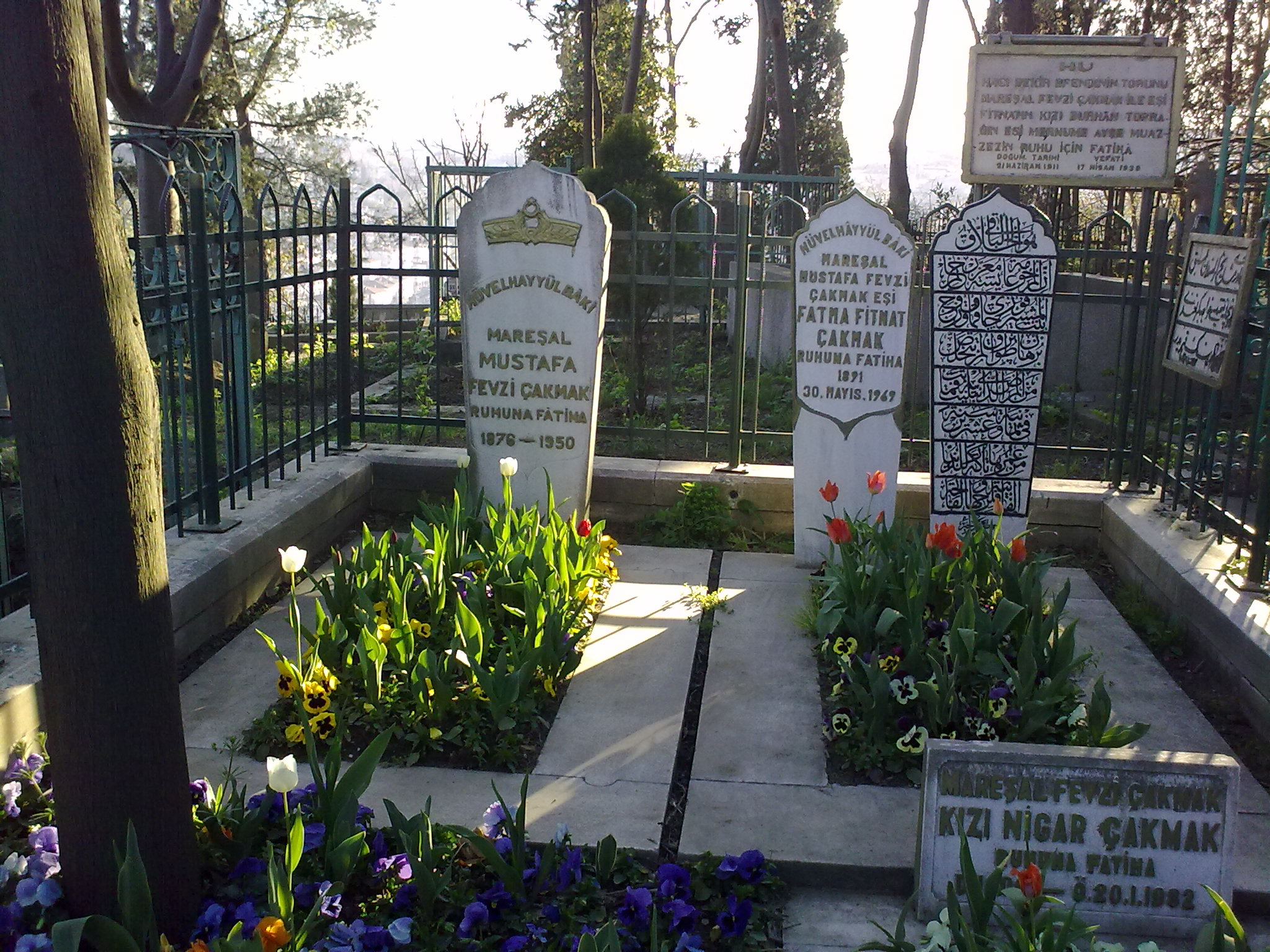
Grabstätte von Fevzi Çakmak

Auf dem Friedhof sind rund 12.000 Gräber erhalten. Viele davon gelten als klassische Beispiele für osmanische Architektur und Bildhauerkunst.
- Khidr Bey (1407–1459), hanafitischer Māturīdīya-Gelehrter und Dichter
- Mehmed V. (1844–1918), 35. Sultan des Osmanischen Reiches[4]
- Prinz Sabahaddin (1879–1948), türkischer Denker und Politiker[10]
- Husein Gradaščević (1802–1834) bosnischer General und Aufständischer gegen das Osmanische Reich
- Hacı Arif Bey (1831–1885), osmanischer Komponist[4]
- Ahmet Haşim (1884?–1933), Dichter[4]
- Mehmed Said Pascha (1838–1914), osmanischer Staatsmann und Politiker, Herausgeber der Zeitung Jerid-i-Havadis[4]
- Şeker Ahmed Pascha (1841–1907), osmanischer Maler, Soldat und Politiker[4]
- Damat Mahmud Pascha (1853–1903), osmanischer Politiker
- Süleyman Nazif (1870–1927), Dichter, Journalist und Beamter[4]
- Fevzi Çakmak, (1876–1950), Feldmarschall und Generalstabschef der türkischen Armee.[11]
- Sadettin Heper (1899–1980), Komponist[4]
- Hüseyin Hilmi Işık (1911–2001), islamischer Gelehrter
- Necip Fazıl Kısakürek (1905–1983), Dichter, Schriftsteller und Philosoph
- Enver Ören (1939–2013), Unternehmer und Gründer der İhlas Holding[12]
- Murat Öztürk (1953–2013), Kunstflugpilot[13]
- Ahmad Ammar Ahmad Azam (1993–2013), islamischer Gelehrter und erster Ausländer, der auf dem Friedhof bestattet wurde
- Mahfiruz Hatun (1590–1610 oder 1620), Ehefrau von Sultan Ahmed I. und Mutter von Sultan Osman II.
- Mahmud Esad Coşan (1938–2001) islamischer Gelehrter und Führer des Naqschbandīya-Ordens